# Abies balsamea

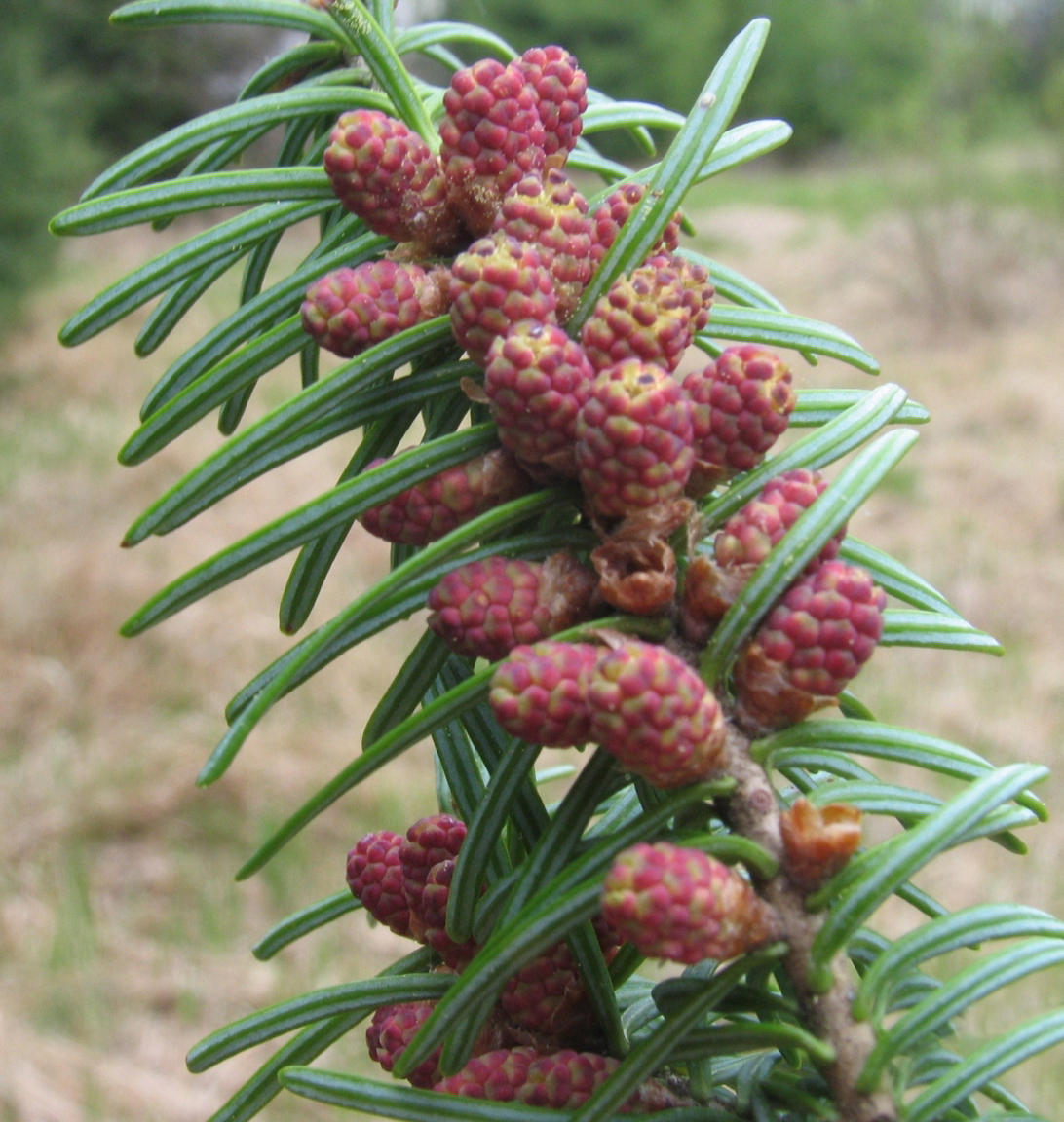
Conos y hojas

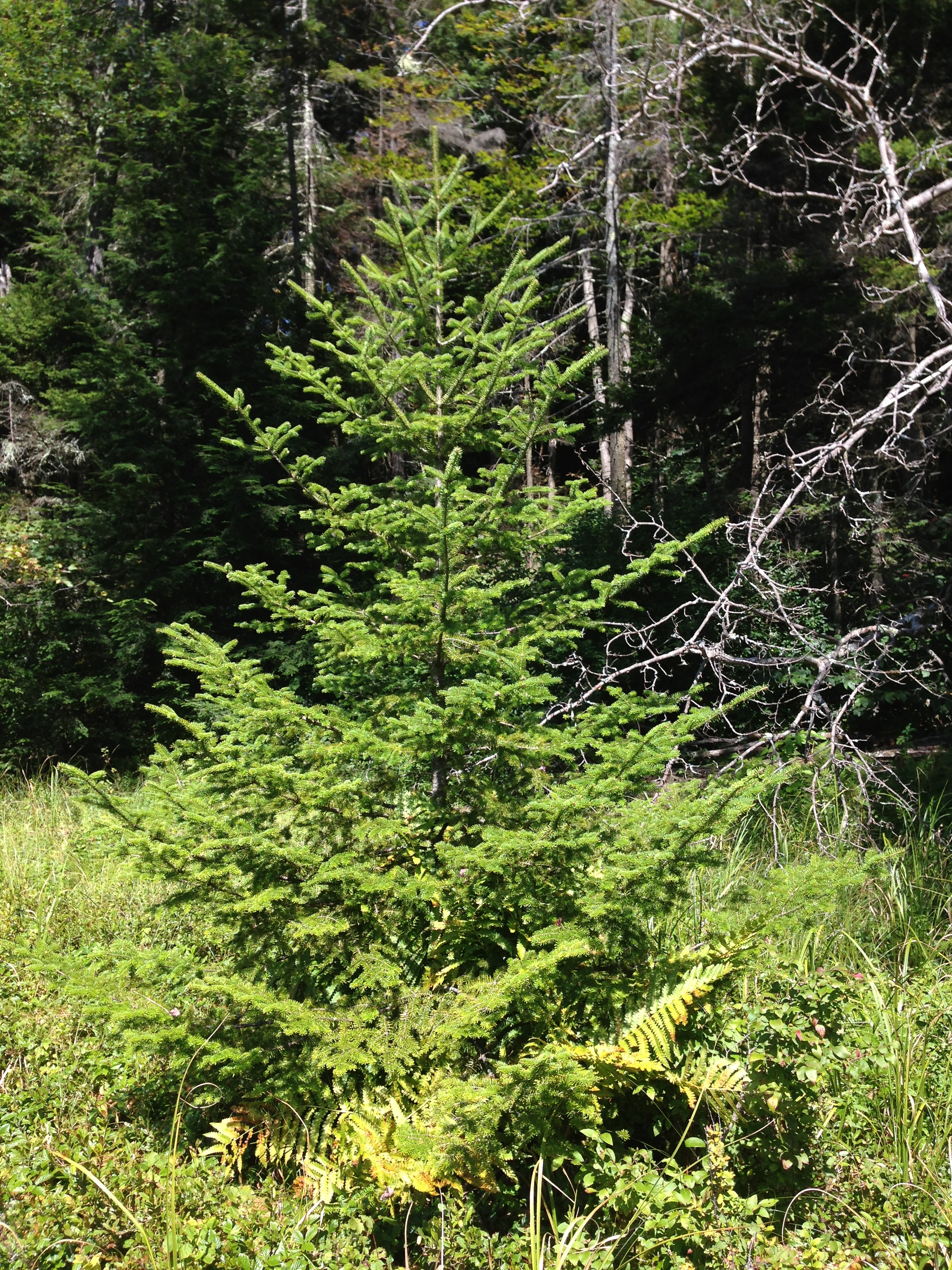
Vista del árbol

Abies balsamea, abeto balsámico o abeto de Navidad es una especie arbórea perteneciente a la familia de las pináceas, originaria de Estados Unidos y la mayor parte de las regiones del este y centro de Canadá.

## Características

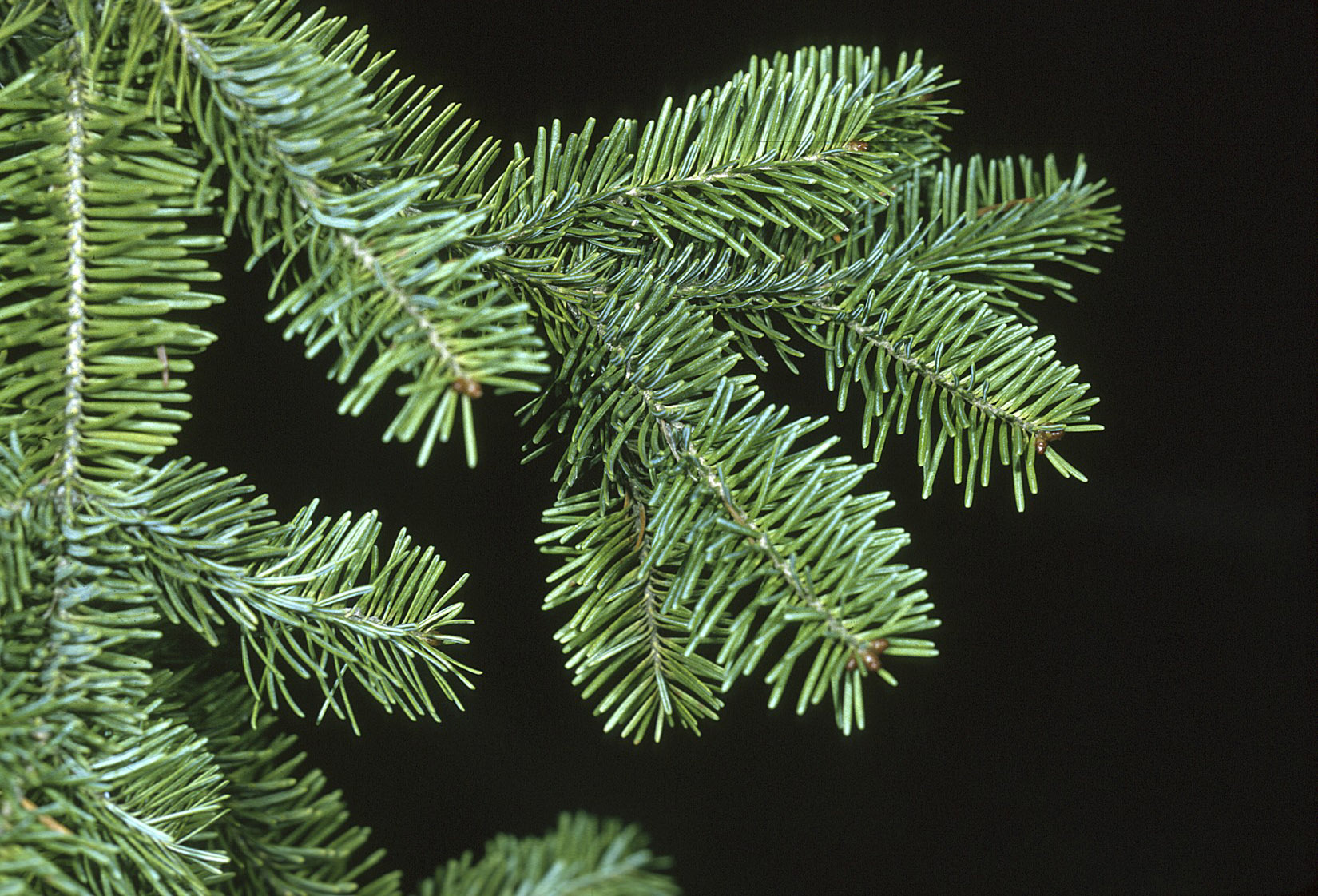
Detalle del follaje.

Es una conífera de tamaño entre pequeño y mediano (normalmente 14-20 m, raramente 27 m), de copa columnar cónica muy estilizada y con el ápice puntiagudo. La corteza en los árboles jóvenes es lisa, de color gris y con abultadas ampollas resinosas, volviéndose rugosa y agrietada o escamosa en los ejemplares viejos. Las hojas son aciculares algo hendidas en las punta, de entre 1,5 a 3 cm, de color verde oscuro brillante por el haz y con dos bandas longitudinales de color plateado por el envés. Brotan en espiral apretadamente, con la base de las hojas retorcida y dispuestas para formar dos hileras más o menos horizontales. Los conos son erectos, de 4-8 cm de largos, púrpura oscuros de jóvenes y marrones al madurar en septiembre, cuando se deshacen para liberar las semillas aladas.

## Ecología
En cerros y laderas expuestas de la montaña, los ejemplares de abeto balsámico desarrollan de vez en cuando ondas del abeto.

## Usos
La resina se utiliza para producir el "Bálsamo de Canadá" o aguarrás, (en biología se usa para conservar muestras microscópicas) y en silvicultura para la fabricación de papel. 
Este elemento era también el elemento que servía para pegar lentes usadas en los instrumentos ópticos después de ser sometido a una evaporación de los aceites que contiene; su índice de refracción aproximado a 3/2 y su alta transparencia lo hacía ideal para corregir las aberraciones cromáticas. Este proceso conlleva ciertos problemas de conservación de la unión de lentes, ya que este elemento orgánico es corrompido por las bacterias a lo largo de los años, provocando el deterioro de las imágenes. Ha sido sustituido, fundamentalmente, por polímeros basado en pegamentos epoxis siendo la luz azul el activador del proceso de polimerización.

## Taxonomía
Abies balsamea fue descrita por (L. Mill. y publicado en The Gardeners Dictionary: . . . eighth edition no. 3. 1768.
Etimología
Abies: nombre genérico que viene del nombre latino de Abies alba.
balsamea: epíteto latino que significa "como bálsamo".
Variedades
Existen dos variedades:
- Abies balsamea var. balsamea - brácteas escamosas cortas, invisibles en los conos cerrados. La mayoría de las especies.
- Abies balmasea var. phanerolepis - brácteas escamosa más largas, visibles en los conos cerrados. Las especies del sudeste, desde el sur de Quebec a Virginia occidental. Algunos botánicos consideran esta variedad como un híbrido natural entre Abies balsamea y Abies fraseri cuyo hábitat se encuentra más al sur, en los Apalaches.

Sinonimia
- Abies balsamea var. brachylepis Willk.
- Abies balsamea f. hudsonia (Bosc ex Jacques) Fernald & Weath.
- Abies balsamea var. longifolia Loudon
- Abies balsamifera Michx.
- Abies fraseri var. hudsonia (Bosc ex Jacques) Carrière
- Abies hudsonia Bosc ex Jacques
- Abies minor Duhamel ex Gordon
- Peuce balsamea (L.) Rich.
- Picea aromatica Carrière
- Picea balsamea (L.) Loudon
- Picea fraseri var. hudsonia (Bosc ex Jacques) Knight & Perry
- Pinus abies var. balsamea (L.) Münchh.
- Pinus balsamea L.	basónimo
- Pinus balsamea var. longifolia (Loudon) Endl.
- Pinus taxifolia Salisb.[5]